# Ricardo Azevedo (Fussballspieler)
Ricardo Azevedo Alves (* 2. Dezember 2001 in Genf) ist ein schweizerisch-portugiesischer Fussballspieler.

## Karriere

### Verein
Azevedo Alves begann seine Laufbahn in der Jugend des Servette FC. Im Herbst 2019 absolvierte er zehn Partien für die zweite Mannschaft in der fünftklassigen 2. Liga interregional, in denen er sieben Tore erzielte. Am 3. November 2019, dem 13. Spieltag der Saison 2019/20, gab er beim 3:0 gegen den BSC Young Boys sein Debüt für die erste Mannschaft in der erstklassigen Super League, als er in der 75. Minute für Sébastien Wüthrich eingewechselt wurde. Bis Saisonende kam er zu 14 Einsätzen in der höchsten Schweizer Spielklasse. 2020/21 kam er nach einer Partie für die Reserve ab Dezember 2020 zu neun Kurzeinsätzen für die Profis in der Super League. Zudem spielte er im Viertelfinal des Schweizer Cups gegen den SC Kriens, Servette schied schlussendlich im Halbfinal aus.
Nach dem Auslauf des Vertrages wurde dieser in Genf nicht mehr verlängert, er schloss sich anschliessend dem FC St. Gallen an.

### Nationalmannschaft
Azevedo Alves durchlief seit September 2015 sechs Schweizer U-Nationalauswahlen. Derzeit steht er im Kader der U-20-Nationalmannschaft, für die er im Oktober 2020 debütierte.